# Les Héros du gazon
Les Héros du gazon est une émission de télévision de téléréalité diffusée sur La Une (RTBF) qui propose de suivre une des pires équipes de football de Belgique,.

## Saison 1
Lors de la première saison (diffusée en 2015 et 2016), le RFC Yvoir B est l'équipe suivie. Cette équipe occupe la dernière place du classement de 4e provinciale.
Durant plusieurs mois, l’équipe va être coachée par un ancien Diable rouge, Leo Van Der Elst. Les joueurs vont devoir radicalement bouleverser leur mode de vie et s'entraîner plus durement que jamais. Ils n'auront plus qu'un objectif en tête : remporter un match dans leur championnat afin de pouvoir affronter l'équipe féminine d'Anderlecht, qui est le club ayant remporté le plus de coupes de Belgique.
Les joueurs de l'équipe sont : Dany Pêcheur, Bruno Van Den Kerckhove, Robin Gaspard, Didier Durdu, Jonathan Klaye, Jérôme Willems, Didier de Smets, Ricardo Bernardes, Dimitri Herion, Luc Marcin, Florian Cottin, Fabrice Villa, Emilien Duchêne, Philippe Leclercq.
Philippe Leclercq, qui est aussi l'entraîneur officiel de l'équipe, est surnommé Friktich en référence à sa phrase culte : "Des friktichs, des petits poissons panés".

## Saison 2
Lors de la deuxième saison (diffusée en 2017), le RFC Pessoux est l'équipe suivie. Cette équipe occupe aussi la dernière place du classement de 4e provinciale.
Comme pour la première saison, Leo Van Der Elst va coacher l'équipe en espérant remporter une première victoire. Pour récompense, ils joueront un match contre une sélection d'anciens Diables Rouges dans le stade du Standard de Liège.
Les joueurs de l'équipe sont : Pierre Bungerners, Joël « Jaja » Vanderlinden, Olivier Leclercq, Logan Aldon, Julien Marsia, Jean-Claude Guisset, Jean-Luc Hauldebaum, Gwenael Delube, Franck Serpette, Christopher Delube, Christophe Joie, Cédric Battel, Mike Lamarque et André Mossay.